# Бодо Шефер
Бодо Шефер (нім. Bodo Schäfer; нар. 10 вересня 1960, Кельн, Німеччина) — німецький письменник, лектор, бізнесмен і підприємець. Один з провідних фінансових консультантів у Європі. Автор бестселерів з персональної та фінансової ефективності, серед яких «Шлях до фінансової свободи», «Пес на ім'я Мані», «Закони переможця». Його семінари з успіхом проходять у багатьох країнах світу — Німеччині, Бельгії, США, Австралії, Туреччини. Є неперевершеним практиком в області тайм-менеджменту і по управлінню фінансами, володіє неординарним мисленням, за що і отримав широку популярність.

## Біографія
Народився 1960 року в Кельні, Німеччина, у родині адвоката. Відвідував середню школу в Каліфорнії. Згодом здобув юридичну освіту в Німеччині. Провчившись шість років, Шефер кинув юридичний факультет і почав торгувати тканинами і дешевими мексиканськими прикрасами. Він не хотів бути схожим на свого батька, економлячи на всьому, і жив за принципом: «Переможець їде по життю першим класом». Ведучи розкішне життя, швидко збанкрутів. Зі скрутної ситуації він знайшов оригінальний вихід: звернувся за допомогою до «фінансового тренера». А за вісім років він довів власний капітал до 800 млн. Згодом сам став блискучним фінансовим тренером. 
Написав низку бестселерів, що були перекладені у світі. На думку Бодо Шефера, кожен несе сам відповідальність за рівень щастя та процвітання у своєму житті. Ця самостійність починається з того, як людина думає про себе та світ. У своїх книжках він намагається показати спосіб мислення успішних людей. Бодо Шефер посилається на думки таких відомих людей, як Сенека, Дейл Карнегі, Тоні Роббінс, Роберт Кійосакі. Щоби мати змогу думати інакше про речі, потрібно змінити свої думки. У цьому Бодо Шефер спирається на нейролінгвістичне програмування.
Одружений, має трьох дітей.

## Українські переклади
- Пес на ім'я Мані, або Абетка грошей / Бодо Шефер ; пер. з нім. Н. Іваничук. — Львів : Видавництво Старого Лева, 2014. — 224 с. — ISBN 978-966-2909-30-2[4].
- Кіра й таємниця бублика / Бодо Шефер ; пер. з нім. Н. Іваничук. — Львів : Видавництво Старого Лева, 2014. — 226 с. — ISBN 978-966-2909-45-6[5].
- Шлях до фінансової свободи. Ваш перший мільйон за сім років / Бодо Шефер ; пер. з нім. А. Коник. — Львів : Видавництво Старого Лева, 2018. — 344 с. — ISBN 978-617-679-654-1[6].